# Lauren Lee Smith
Lauren Lee Smith (ur. 19 czerwca 1980 w Vancouver) – kanadyjska aktorka filmowa i telewizyjna, modelka.

## Życiorys
Lauren Smith urodziła się w Vancouver w Kanadzie. Gdy miała 14 lat, jej rodzina wyjechała do Los Angeles. Tam Smith zaczęła karierę modelki.
W 2000 roku zaczęła się jej kariera aktorska (w tym samym roku w wypadku samochodowym zginął jej kuzyn, aktor Myles Ferguson). Smith zagrała wtedy w filmie Dorwać Cartera. Miała też udział w takich produkcjach jak Christy: The Movie, Christy: A Change Of Seasons i Christy: A New Beginning. Grała też w serialu Mutant X. Wystąpiła też gościnnie w takich serialach jak Martwa strefa, Strefa mroku, Blade i innych. Grała też w serialu Słowo na L, a także w filmie Lie with Me.
W 2006 roku grała rolę w serialu Intelligence. Rok później występowała w serialu Dragon Boys.
W 2008 roku Smith pojawiła się w filmie Patologia. Grała również w serialu CSI: Kryminalne Zagadki Las Vegas.
W 2015 zagrała jedną z głównych ról w filmie Jak urządzić orgię w małym mieście.
Od 2017 roku gra tytułową rolę w serialu kryminalnym Sprawy Frankie Drake.

## Życie prywatne
W 2009 roku wyszła za mąż za niemieckiego fotografa Erika Steingrövera.
Jest kuzynką tragicznie zmarłego w 2000 roku aktora Mylesa Fergusona.

## Wybrana filmografia

### Filmy
- 2000: Dorwać Cartera – dziewczyna#2
- 2006: Akademia tajemniczych sztuk pięknych – dziewczyna
- 2006: Przyjaciele – Lisa
- 2007: Upiorna noc halloween – Danielle
- 2008: Patologia – Juliette Bath
- 2009: Helen – Mathilda
- 2014: Zostań, jeśli kochasz – Willow
- 2017: Kształt wody – Elaine Strickland

### Seriale
- 2000: Cień anioła – Natalie
- 2001–2003: Pokolenie mutantów – Emma DeLauro
- 2004–2006: Słowo na L – Lara Perkins
- 2006: Blade: The Series – Bethany
- 2006–2007: Wywiad – Tina
- 2008–2009: CSI: Kryminalne zagadki Las Vegas – Riley Adams
- 2010: Świry – Lillian
- 2011–2014: The Listener: Słyszący myśli – Michelle McCluskey
- 2014: Detektyw Murdoch – Elva Gordon
- 2014: Szpital nadziei – Astrid Ray
- 2014: Ascension – Samantha Krueger
- 2017–2021: Sprawy Frankie Drake – Frankie Drake